# Potamonautes parvicorpus
Potamonautes parvicorpus is een krabbensoort uit de familie van de Potamonautidae. De wetenschappelijke naam van de soort is voor het eerst geldig gepubliceerd in 2001 door Daniels, Stewart & Burmeister.